# Varzesh-e Pahlavani
Varzesh-e Pahlavani (en persa: ورزش پهلواني) llamado también Varzesh-e Bastani (en persa: ورزش باستانى), traducido como «deporte antiguo» o «deporte tradicional»; es un deporte nacional que consiste en una serie de técnicas de fisicoculturismo y gimnasia, así como de lucha acompañada por el ritmo del tombak. Además, este deporte da gran importancia a la caballerosidad, la cortesía y la valentía. Varzesh-e Pahlavani se realiza normalmente en un zourkhaneh donde se utilizan diferentes accesorios para el entrenamiento —por ejemplo, Mīl, Kabbadeh, Blood y Takhteh Shena—. Los practicantes de este deporte se llaman Pahlavan (literalmente «atletas»).
Varzesh-e Pahlavani fue concebido originalmente como una especie de arte marcial antiguo en Persia y desempeñó un papel importante en la resistencia iraní contra los invasores a lo largo de la historia. Desde sus orígenes, ha adquirido los valores morales, éticos, filosóficos y místicos de la civilización iraní. Varzesh-e Pahlavani se ha convertido así en una institución única que ha incorporado la riqueza espiritual del sufismo, los rituales tradicionales del mitraísmo y el heroísmo del nacionalismo iraní. Muchos grandes luchadores iraníes (por ejemplo, Gholamreza Tajtí) practicaban este deporte.

## Orígenes e Historia

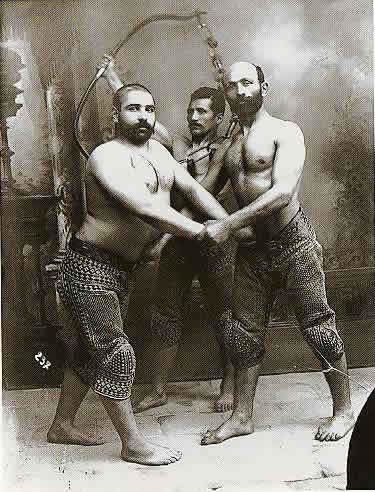
Pahlavans siglos. Fotografía de Antoin Sevruguin.

Los iraníes fueron una de las primeras naciones del mundo en valorar su salud y fortaleza, practicaron ejercicios de musculación y entrenaron a sus hijos para hacer lo mismo.
Heródoto, el historiador griego, dijo:

Los iraníes desarrollan tres hábitos en sus hijos de entre 5 y 20 años: montar a caballo, tiro con arco y precisión.
L'Enquête, Herodoto</ref>

La educación física y espiritual tiene una larga historia desde los medos hasta el imperio aqueménida.
La historia de las artes marciales iraníes tradicionales se puede dividir en cuatro períodos principales. Hay lagunas entre estos períodos durante los cuales no se menciona el Varzesh-e Pahlavani —en particular los períodos aqueménida y sasánida—. Durante estos períodos, la situación del deporte es incierta, aunque se cree que el deporte ha continuado, pero como un factor no dominante en la cultura nacional.
Después de haber sido invadido muchas veces en su historia durante los dos últimos milenios, los patriotas iraníes, enamorados de la independencia y la justicia, se vieron obligados, durante estos períodos de invasiones extranjeras, a utilizar pequeñas salas de sótanos a las que se accedía a través de una pequeña puerta, —estas salas se convertirían más tarde en los zurkhanehs—. Estas salas servían para reuniones de los patriotas, que así podían prepararse para las diferentes técnicas de combate que se utilizarían el día que tuvieran que combatir a sus enemigos. Los invasores extranjeros a menudo destruían estas zurkhaneh —«casas de fuerza, caballerosidad y generosidad»—, pero los iraníes continuaron construyéndolas.

### Orígenes míticos
Los orígenes míticos se basan en las historias de Ferdowsi en Shahnameh. Los míticos pahlavistas de aquella época lucharon contra las fuerzas del mal. A veces el resultado de una guerra, y posiblemente el destino de los países involucrados en la guerra, estaba determinado por una lucha sin guantes, conocida como Koshti gereftan (lucha). El legendario Pahlavan de esa época fue Rostam, que constantemente salvó a Irán de las fuerzas del mal.

### Imperio Parto
Se cree que Varzesh-e Pahlavani tiene sus orígenes en la época del imperio Parto (250 a. C. - 224 d. C.), durante el cual el deporte se desarrolló como un campo de entrenamiento para los guerreros en combate y en sus deberes en general. La palabra pahlavan viene del parto. Los investigadores notaron similitudes entre los rituales varzesh-e mitraicos y pahlavani; incluso las formas de los templos mitraicos y zurkhaneh tienen similitudes. Sin embargo, quedan pocos rastros de este período.

### Periodo islámico
Hasta la llegada del Islam a Irán, Varzesh-e Pahlavani era puramente una forma de ejercicio físico. Sin embargo, con la introducción del Islam en Irán y la adopción del chiismo como religión estatal bajo los Safavidas unos siglos más tarde, se añadieron nuevas dimensiones al Varzesh-e Pahlavani: la filosofía y espiritualidad del Islam. El sufismo fue en particular el medio por el cual se expresaron estas nuevas dimensiones. Aquí también, podemos notar similitudes entre ciertos rituales de Varzesh-e Pahlavani y los del sufismo.

### Período contemporáneo

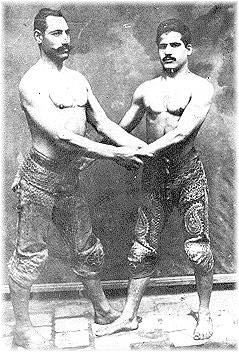
Pahlavan-e Bozorg Razaz con su alumno Haj Bagher Miveh-chian.

El Varzesh-e Pahlavani alcanzó su apogeo durante la dinastía Kayar, y más particularmente durante el reinado de Nasereddín Sah Kayar (1848-1896). Durante este período, muchos zurkhaneh fueron construidos en Teherán y en otras partes del país. El pahlavan oficial de Irán, que recuerda a los luchadores nacionales de la mitología persa, fue designado durante una ceremonia celebrada ante el Sah el 21 de marzo de cada año, correspondiente al Año Nuevo iraní. En esta ocasión, el Sah presentó la banda Bazou («brazalete») al campeón de la competición, héroe nacional iraní durante un año. Los más famosos pahlavans («luchadores») de todos los tiempos aparecieron en la era contemporánea —desde el siglo XIX—; se pueden mencionar a Pahlavan-é Bozorg Razazazaz, Pahlavan Bolourforouch, Pahlavan Toussi y Djahân Pahlavan Takhti.
El ascenso de la dinastía Pahlavi provocó el declive de este deporte. El nuevo Sah de Irán, Reza Shah, quería transformar a Irán en un país moderno, y por lo tanto veía cualquier referencia a las tradiciones del pasado como un conflicto con sus ideales occidentales. Por lo que no mostró ningún interés en el deporte, que consideraba una reliquia de las ceremonias de la dinastía Kayar.
Su hijo, Mohammad Reza Pahlavi, que se convirtió en Sah en 1941, restauró lo que quedaba de la tradición Pahlavani. El nuevo Sah era un deportista consumado. Fue durante su reinado cuando se celebraron las últimas competiciones nacionales de lucha libre para designar al pahlavan oficial de Irán, a quien el Sah entregaría la banda de bazou. Desafortunadamente, la tradición Pahlavani se vio muy afectada cuando el Sha nombró a Shaban Jafari —que era considerado un «matón»— para dirigir la federación Pahlavani.
En un esfuerzo por romper los lazos con las tradiciones, popularizar el deporte y aumentar el nacionalismo iraní, el gobierno iraní ha rebautizado el deporte Varzesh-e Bastani (en persa: ورزش باستانى).

## Descripción

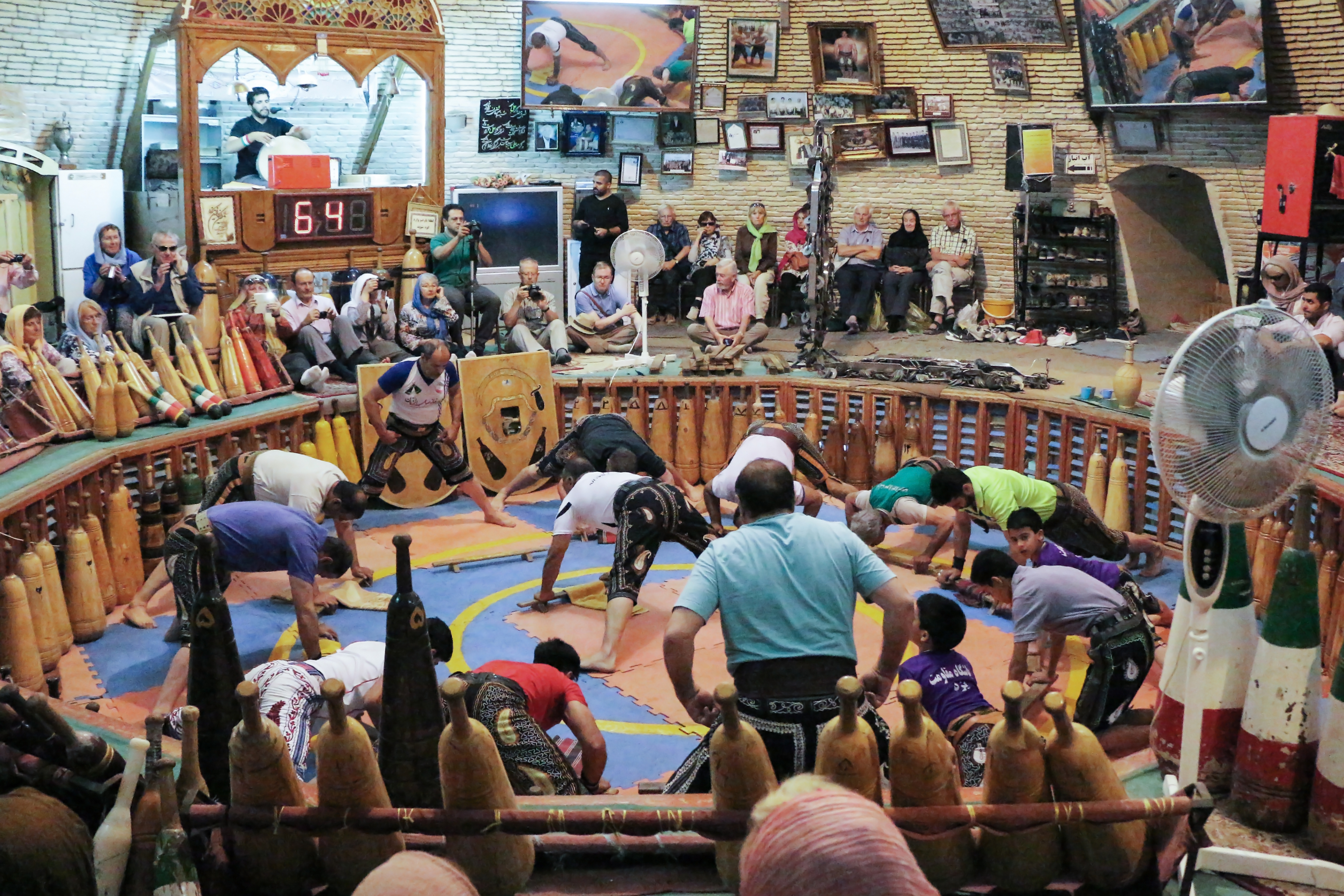
Varzesh-e Pahlavani en una zurkhaneh en Yazd.

Varzesh-e Pahlavani se realiza en una habitación con una estructura especial llamada zurkhaneh. Tradicionalmente, los ejercicios se practicaban al amanecer y terminaban al final del amanecer. Hoy en día, tienen lugar más por la noche, después de la puesta del sol.

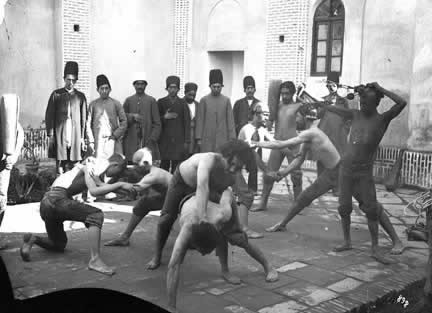
Pahlavanos en una zurkhaneh

La zurkhaneh es generalmente una sala construida en un sótano y a la que se accede a través de una pequeña puerta —que recuerda la época en que el zurkhaneh era un punto de encuentro de los patriotas iraníes—; en su interior hay una especie de pozo octogonal de aproximadamente un metro de profundidad y de 10 a 20 metros de diámetro en el que practican los pahlavistas. Cerca de la entrada hay una plataforma alta  en la que se encuentra el morshed (que significa «líder» o «coordinador»), que dirige los ejercicios y ritmos utilizando canciones épicas a menudo tomadas del Shāhnāmé, percusión interpretada con un tombak. Una campana (zang) a su lado marca el comienzo y el final de los diferentes ejercicios.
La sesión de entrenamiento siempre comienza y termina con una oración (niāyesh) dirigida por los moriscos. Estas oraciones a menudo se refieren a la mentalidad, posiciones y creencias especiales de los practicantes. Se unen a los mortificados y oran por la gloria del país, la salud y la alegría de su líder, la respetabilidad de los practicantes y veteranos del zurkhaneh, el poder de ayudar a los más débiles, la gracia de Dios para mantenerse fuera del camino equivocado y, finalmente, el mejoramiento de la justicia y la buena conducta para la humanidad. Luego salen del pozo de manera organizada y jerárquica.
Los pahlavos («luchadores»), que han sustituido las armas tradicionales por instrumentos relacionados con sus ejercicios durante los períodos de resistencia, utilizan actualmente los siguientes instrumentos:
- Sang («piedra» en persa), un instrumento de madera utilizado para reemplazar un escudo.
- Mīl, especia de maza.
- Kabbadeh, un instrumento de metal en forma de arco.
- Takhte, barra usada para hacer flexiones.

### Ejercicios especiales
El Varzesh-e Pahlavani está altamente codificado y los ejercicios practicados por los pahlevanos siguen un orden establecido, bajo la guía de los instructores. Los diferentes ejercicios practicados en el zurkhaneh se describen en los siguientes párrafos.

#### Pā zadan (calentamiento)
Al comienzo de una sesión de entrenamiento y durante la misma, los pahlevans realizan movimientos de pies y brazos, que consisten en pequeños saltos en el lugar y movimientos circulares de los brazos. Estos movimientos se practican como calentamiento o estiramiento al final de la sesión, pero también tienen como objetivo mejorar la fuerza de las piernas y los brazos, y mejorar las funciones cardio respiratorias.

#### Sang gereftan

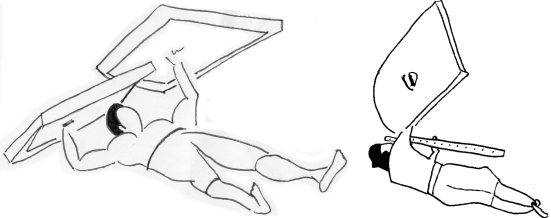
Sang gereftan.

Los pahlavans, después del calentamiento, comienzan el ejercicio llamado Sang gereftan. El sang consiste en dos piezas rectangulares de madera dura (parecidas a un escudo) que pesan entre 20 y 40 kilogramos (dependiendo de la edad del practicante). Cada pieza de madera tiene 70-80 cm de ancho por 100-110 cm de largo. En el centro de cada sang hay un asa. El ejercicio consiste, para los pahlevans acostados de espaldas y moviéndose de derecha a izquierda, en subir y bajar el sang, una mano tras otra. El sang nunca debe tocar el suelo. En torneos para jóvenes y adultos, el número de movimientos puede llegar a 72 en 7 minutos, con los pahlevanos más fuertes llegando a 115 movimientos. El propósito del sang gereftán es desarrollar los deltoides, pectorales, tríceps, trapecios y músculos del cuello y abdomen.
Este ejercicio no va acompañado de percusión, el morshed luego canta poemas épicos para animar a los pahlevanos.

#### Shena raftan (flexiones)

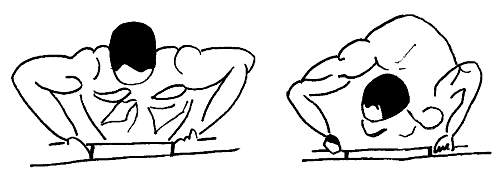
Movimientos de Shena raftan.

Después de los ejercicios de Sang Gereftan y Pā Zadan, los luchadores comienzan un ejercicio de bombeo o flexiones. Luego forman un círculo en el pozo del zurkhaneh, de vuelta a la pared y con las piernas muy separadas. A continuación, se inclinan hacia delante y apoyan su peso en la barra prevista a tal efecto. Esta barra tiene entre 50 y 70 cm de largo y 10 cm de grosor y está soportada por dos patas cortas. Los movimientos de descenso y ascenso sobre los brazos se ejercitan de diferentes formas y se acompañan de percusión y canto del morshed.
El pahlavan más viejo comienza este ejercicio en el centro del círculo, mientras que el líder del grupo dirige los movimientos de las flexiones del grupo. Los objetivos de este ejercicio son fortalecer los tríceps, pectorales, músculos de hombro y cuello, cuádriceps y abdominales.
El ejercicio termina con otro ejercicio de Pā Zadan.

#### Mīl gereftan (maza)

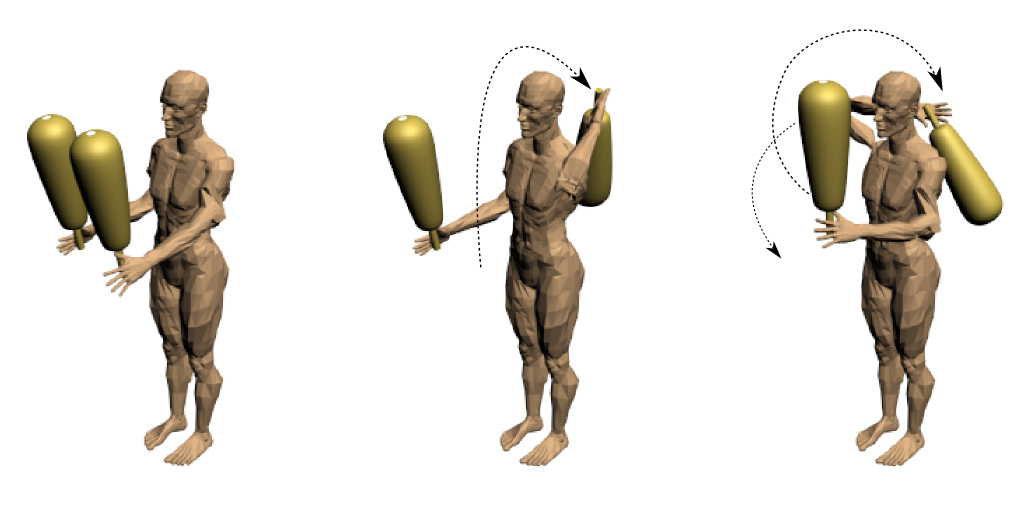
Manipulación de las mazas Mīl.

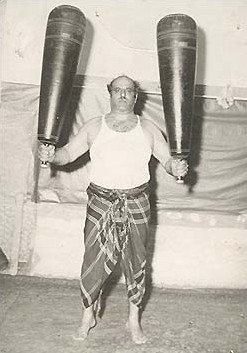
Pahlavan Mustafa Toosi llevando un par de Mīl (mazas).

La maza utilizada para este ejercicio es de madera y tiene un mango en un lado mientras que el otro lado es más pesado. El peso del objeto  puede variar de 2 a 50 kg.
Este ejercicio es la continuación de los anteriores. Originalmente, fue diseñado para entrenar a los hombres a llevar y manejar mazas de armas en tiempo de guerra. Cada pahlevan lleva dos mazas, una en cada mano, y coloca la parte pesada sobre sus hombros. A la señal de los entrenadores y siguiendo el ritmo de la percusión, los hace girar sobre los hombros. Los luchadores más hábiles a veces hacen ejercicios más espectaculares, actuando como si estuvieran haciendo malabares con las mazas.
Este ejercicio está diseñado para fortalecer los hombros, tríceps, bíceps, pectorales y trapecios.

#### Charkh zadan (trompo)
Este ejercicio es un movimiento particular de los ejercicios hechos en el zurkhaneh y consiste en girar sobre uno mismo de la misma manera que los mevlevíes o derviches que giran durante su danza llamada Sema.
Al principio de este ejercicio, los pahlevanes se disponen en un círculo alrededor del pozo con la espalda hacia la pared. El luchador más joven es el que comienza poniéndose en el centro del círculo y girando, primero lentamente, luego cada vez más rápido. Después de él, el ejercicio es repetido por todos los luchadores que vienen al centro del círculo y hacen la parte superior a su vez, en orden de edad. De los presentes pahlevanes, el más antiguo completa el ejercicio, que se acompaña continuamente con canciones y ritmos de percusión. Al final de su turno, que puede durar hasta 15 minutos sin perder el control ni marearse, los luchadores se enfrentan al morshed, lo saludan y le dan paso al siguiente.
Mientras hacen la parte superior, los pahlevanes extienden sus brazos horizontalmente a ambos lados del cuerpo, a la altura de los hombros. Cada luchador tiene su propio estilo, el trompo únicamente se puede hacer en el centro del círculo, o por el contrario, tener lugar en diferentes lugares del círculo formado por los participantes.
Los objetivos de este ejercicio son mejorar la coordinación y la agilidad neuromuscular.

#### Kabbadeh zadan (arco)

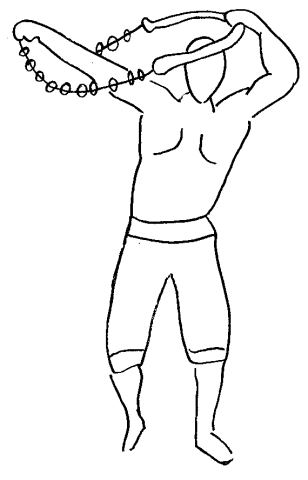
Kabbadeh zadan.

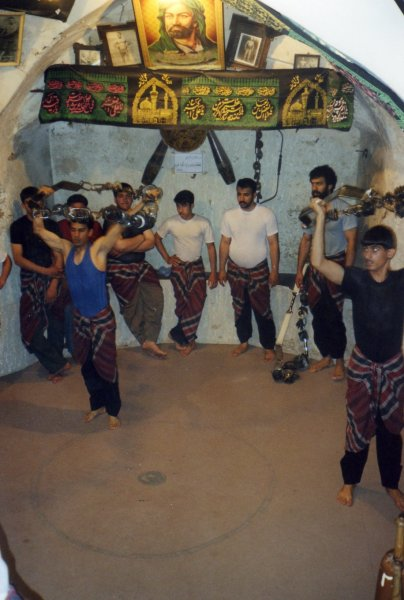
Ejercicio de Kabbadeh Zadan.

El kabbadeh es un instrumento metálico en forma de arco, que pesa entre 7 y 10 kg - a veces hasta 16 kg durante las competiciones - y mide entre 1 y 1,5 m de largo.
En lugar de la cuerda se fija una gran cadena, los discos de metal a veces se unen a esta cadena.
El ejercicio consiste en levantar el instrumento por encima de la cabeza, el arco en la mano derecha y la cadena en la izquierda. El Pahlevan comienza besando al Kabbadeh y luego extiende su brazo derecho, con el antebrazo izquierdo formando una línea horizontal sobre su cabeza. El ejercicio continúa con simetría, con el sonido de la percusión, las canciones del morshed y el tintineo de la cadena de metal.
El objetivo de este ejercicio es fortalecer los músculos del hombro, tríceps y bíceps, trapecios, etc.

#### Koshti gereftan (lucha)
A veces, después de Kabbadeh zadan, los pahlevanes se entrenan en las técnicas de la antigua «lucha heroica», que es la parte más fundamental del entrenamiento en la zurkhaneh y es un ejercicio que se remonta a la antigüedad.
Los pahlevanes se oponen en parejas y utilizan diferentes técnicas, ofensivas, defensivas o de contraataque. La literatura deportiva antigua describe más de 200 técnicas y expresiones específicas. Hoy en día existen diferentes estilos en Irán, como el tradicional, el kurdo, el turco o el gilaki.
La lucha llegó a ser tan importante que se llevó a cabo una lucha frente al Sah el día de Norouz para designar al campeón nacional. Fue recompensado con un brazalete llamado Bazou band, el término utilizado para designar al ganador del campeonato iraní bajo Reza Shah.

#### Niāyesh (rezo)
La sesión de entrenamiento siempre termina con una oración (Niāyesh) dirigida por los entrenadores. Estas oraciones a menudo se refieren a la mentalidad, actitudes y creencias especiales de los practicantes. Se unen a los mortificados y oran por la gloria del país, la salud y la alegría de su líder, la respetabilidad de los practicantes y veteranos del zurkhaneh, el poder de ayudar a los más débiles, la gracia de Dios para mantenerse fuera del camino equivocado y finalmente el mejoramiento de la justicia y la buena conducta entre la humanidad. Luego salen del centro del círculo de manera jerárquica.

## Valores morales asociados
Tradicionalmente, este arte marcial promueve valores éticos y morales y los discípulos de las diferentes escuelas deben observar ciertos códigos de conducta. Estos valores son la humildad, la generosidad, el virtuosismo, la caridad y la compasión. El respeto de la ley, la valentía y la preservación de las tradiciones nacionales son también aspectos importantes de los valores transmitidos por este deporte. La actitud de un pahlevano se llama javānmardi. La hermandad entre los pahlava nos fomenta los valores de ayuda mutua entre los propios miembros, pero también, siguiendo el ideal de la caballerosidad, ofrecen ayuda a cualquiera cuando sea necesario. Como resultado, el pahlavan de un zurkhaneh a menudo protegía el barrio y posiblemente las aldeas o ciudades. Los pahlavanos respetan mucho el lugar donde practican su deporte (zurkhaneh).

## Instituciones
La Federación Internacional de Deportes de Zurkhaneh (IZSF), fundada en 2004 y establecida desde entonces en Teherán, tiene como objetivo promover y regular las reglas del zurkhaneh (Varzesh-e Pahlavani) y la lucha tradicional iraní (Koshti-e Pahlavani) a nivel nacional e internacional, así como establecer normas compartidas por todas las federaciones nacionales. Setenta y dos países son actualmente miembros del IZSF.

- 1.er Campeonato Koshti Pahlevani (Tayikistan President Cup, 08-9 de septiembre de 2005).
- 1.er Festival Internacional de Deportes Zurkhaneh de las Ciudades del Mundo. Mashhad, IR Irán, 11-16 de noviembre de 2005.
- 1.er Torneo de Deporte Zurkhaneh de Universidades Asiáticas Estudiantes en Shomal University en Amol, IR Irán, 15 de noviembre de 2006.
- 1.er Festival Asiático de Deportes Zurkhaneh en Teherán, IR Irán, del 18 al 24 de noviembre de 2006.
- 1.er Festival Europeo de Deportes Zurkhaneh en Saarbrücken, Alemania. 26–31 de marzo de 2007.
- Segundo torneo internacional de deportes Zurkhaneh en la isla Kish, IR Irán, del 16 al 20 de febrero de 2008.
- Segundo Campeonato Asiático de Deportes Zurkhaneh en Katmandú, Nepal, del 22 al 27 de julio de 2008.
- 1.er. Campeonato del mundo de deportes de Zurkhaneh, durante el cuarto. Juego TAFISA Sport for All de Busan , Corea del Sur, del 26 de septiembre al 2 de octubre de 2008.
- Primera Copa del Mundo de Deportes de Zurkhaneh, Bakú, Azerbaiyán, del 13 al 17 de marzo de 2009.
- 1.er Torneo Internacional de Deportes Zurkhaneh (Copa Ferdowsi), Dushanbeh, Tayikistán, 12-16 de mayo de 2009.
- Segundo Campeonato Europeo de Deportes Zurkhaneh, Frankfurt, Alemania, del 13 al 17 de diciembre de 2009.
- 1.er Torneo Internacional de Deportes Zurkhaneh (Copa Ferdowsi), Dushanbeh, Tayikistán, del 10 al 13 de julio de 2010.
- Segunda Copa Mundial de Deportes Zurkhaneh, Konya, Turquía, 20-25 de octubre de 2010.
- Primer Campeonato de Europa Juvenil Zurkhaneh en Minsk, Bielorrusia, del 25 al 29 de noviembre de 2010.
- 1.er. Campeonato de deportes júnior asiático Zurkhaneh (Copa Ferdowsi), Dushanbeh, Tayikistán, 4–7 de diciembre de 2010.
- 1.er Campeonato de deportes asiáticos Para Zurkhaneh (Copa Ferdowsi), Dushanbeh, Tayikistán, 8 de diciembre de 2010.
- 1.er Campeonato Africano de Deportes Zurkhaneh, Mozambique
- 3.er Campeonato de Deportes Zurkhaneh Asiático en Daca, Bangladés, septiembre de 2012.
- 3.er Campeonato Europeo de Deportes Zurkhaneh, durante los Juegos TAFISA Deporte para Todos, Palanga, Lituania, julio de 2012.
- 4.º Campeonato Asiático de Deportes Zurkhaneh en Katmandú, Nepal, septiembre de 2013.
- 5.º Campeonato Asiático de Deportes Zurkhaneh en Tabriz, IR Irán
- 2.º Campeonato de África Zurkhaneh Sports & Pahlavani, Addis Ababa Etiopía
- 2.º Campeonato del Mundo Zurkhaneh y Kosthi Pahlavani en el 6.º Mundial de Deportes para Todos los Juegos TAFISA, Yakarta, Indonesia